# Lac Kolvitskoïe
Le lac Kolvitskoïe (en russe : Колвицкое озеро, Kolvitskoïe ozero) est un lac d'eau douce situé sur la péninsule de Kola, dans l'oblast de Mourmansk, au nord-ouest de la Russie.

## Géographie
La superficie du lac Kolvitskoïe est de 121 km2 et sa profondeur maximale de 20 m. Les eaux du lac s'écoulent par son émissaire, le fleuve Kolvitsa.